# Проституция в Венгрии
Проституция в Венгрии легализована и регулируется правительством с 1999 года. Согласно закону, проститутки — это в основном профессионалы, которые занимаются сексуальной деятельностью в обмен на деньги. Правительство разрешает эту деятельность до тех пор, пока они платят налоги и хранят юридические документы.
В 2007 году индустрия проституции и порнографии в Венгрии, по оценкам венгерского налогового управления APEH, приносила 1 миллиард долларов в год.

## Текущая ситуация
Согласно закону, местные власти имеют право определять зоны для легальной проституции, если в этом есть серьёзная местная необходимость. Большинство властей отказались определять эти зоны. Эти зоны должны находиться на расстоянии от школ или церквей. Домогательство разрешено только в пределах этих зон терпимости.
Проституткам должно быть не менее 18 лет, они должны иметь «разрешение предпринимателя» и платить налоги.
Содержание публичных домов или предоставление места для занятия проституцией, содействие проституции или проживание на доходы от проституции других людей являются незаконными.
Трёхмесячное тестирование на ЗППП и ВИЧ является обязательным, а справки о состоянии здоровья могут быть проверены полицией.

## SZEXE
Ассоциация защиты прав секс-работников (венгр. Szexmunkások Érdekvédelmi Egyesülete (SZEXE)), первоначально Венгерская ассоциация защиты интересов проституток, была основана в 2000 году группой работников секс-бизнеса. Она служит профсоюзом и лоббирующей организацией для проституток в Венгрии.
Ассоциация также предоставляет консультации, регулярные медицинские осмотры, юридические консультации и служит информационно-пропагандистской программой, к которой проституток поощряют обращаться, когда они сталкиваются с трудностями. В 2002 году членство было распространено на гомосексуальных и трансгендерных проституток.
В соответствии с правилами, которые обязывают лиц, занимающихся проституцией, периодически проходить медицинские осмотры, профсоюз предоставляет такие услуги. Наибольшее внимание уделяется диагностике и лечению ЗППП, таких как хламидиоз, гепатит B, ВИЧ, сифилис и гонорея.

## Секс-торговля
Венгрия является страной происхождения, транзита и назначения женщин, которых продают из Румынии и Украины в Венгрию и через Венгрию в Нидерланды, Великобритании, Данию, Германию, Австрию, Италию, Швейцарию, Францию и ОАЭ с целью коммерческой сексуальной эксплуатации.
Внутренняя торговля женщинами для сексуальной эксплуатации также имеет место. Эксперты отметили значительный рост торговли людьми внутри страны, в основном женщин из восточной Венгрии вывозили в Будапешт и районы вдоль австрийской границы. Цыганские женщины и девочки, выросшие в венгерских сиротских приютах, очень уязвимы для торговли людьми в сексуальных целях внутри страны.
По данным правительственных чиновников и НПО, большинство торговцев людьми — отдельные лица или небольшие семейные группы. Организованные преступные синдикаты перевозили многих жертв торговли людьми в страну или через страну для принудительной проституции. В докладе Государственного департамента США о правах человека в Венгрии говорится, что, хотя Венгрия не полностью соблюдает минимальные стандарты по искоренению торговли людьми, она прилагает значительные усилия для этого.
Управление по контролю за торговлей людьми и борьбе с ней причисляет Венгрию к стране «второго уровня».